# GxP
GxP is een overkoepelende term waarmee een stelsel van kwaliteitssystemen wordt aangeduid dat toegepast wordt in de farmaceutische industrie en de levensmiddelenindustrie.
De naam van de kwaliteitssystemen in kwestie begint meestal met Good en eindigt met Practice, met het betreffende aandachtsgebied daartussen. Soms wordt de afkorting voorafgegaan door een kleine letter "c" voor current, om aan te geven dat de meest recente versie van het betreffende kwaliteitssysteem bedoeld wordt.
Voorbeelden van kwaliteitssystemen uit de GxP-reeks zijn:
- Good Manufacturing Practice (GMP)
- Good Laboratory Practice (GLP)
- Good Clinical Practice (GCP)
- Good Documentation Practice (GDP)